# Sinal de Adson

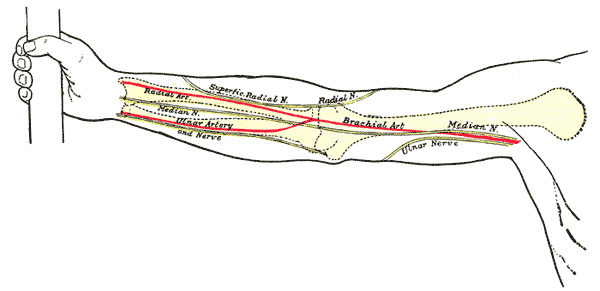
Frente da extremidade superior direita.

O sinal de Adson é observado durante o exame físico quando a cabeça é virada para o lado durante inspiração profunda, quando há perda do pulso radial no braço.
Indica uma má inserção de músculo escaleno.
Às vezes é usado como sinal da síndrome do desfiladeiro torácico.
O sinal recebe o nome em homenagem a Alfred Washington Adson.

## Processo
Como citado na literatura, o sinal de Adson é a perda do pulso radial enquanto o paciente vira a cabeça para o lado homolateral, levemente levanta o queixo e inspira.
A realização se dá da seguinte maneira: Com o paciente em posição sentada, mãos repousando sobre as coxas, o examinador palpa ambos os pulsos radiais quando o paciente rapidamente enche os pulmões com inspiração profunda e, contendo a respiração, hiperestende o pescoço e vira a cabeça para o lado 'afetado'. Se o pulso radial naquele lado for obliterado, o resultado é considerado positivo.

## Limitações
O sinal de Adson não é mais utilizado como um diagnóstico positivo para a síndrome do desfiladeiro torácico já que muitas pessoas sem a síndrome mostram um sinal de Adson positivo.